# Радопоље
Радопоље је југословенски филм из 1963. године. Режирао га је Столе Јанковић, а сценарио је написао Арсен Диклић.

## Радња
Немачка казнена експедиција спалила је село Радопоље и побила све мушкарце. Када се у порушеном селу, одмах после рата, појављују први мушкарци, Ката Плећаш, председник одбора, верује да ће обновити Радопоље. И ови мушкарци, међутим, страдају и поставља се питање хоће ли Радопоље још једном остати „село црних марама... проклето, под гором проклетом“...

## Улоге
| Глумац                   | Улога              |
| ------------------------ | ------------------ |
| Милена Дравић            | Мрвица             |
| Борис Дворник            | човек без чавала   |
| Александар Гаврић        |                    |
| Ана Карић                | Јана               |
| Блаженка Каталинић       | Баба Перка         |
| Весна Крајина            | Ђурђа              |
| Оливера Марковић         | Стака              |
| Раде Марковић            | Илија              |
| Зоран Милосављевић       | Водник             |
| Јанез Врховец            | Председник општине |
| Гизела Вуковић           | Ката               |
| Велимир Бата Живојиновић | Божина             |
| Нада Млађеновић          |                    |
| Никола Гашић             |                    |
| Драган Шаковић           |                    |